# 盐都区
33°18′N 120°06′E / 33.3°N 120.1°E
盐都区是中國江苏省盐城市下辖的一个市辖区，位于江苏省中部偏东，紧临盐城市亭湖区。区域面积为1049.2平方公里，区人民政府駐新都路618號。

## 沿革
西汉始设盐渎县，东晋改名为盐城县。1983年实行市管县新体制后裁撤为盐城市郊区，原县政府驻地盐城镇改为盐城市城区（即现盐城市亭湖区），其余部分改称盐城市郊区。1996年撤区复设县，改称盐都县，2004年3月经国务院批准又撤县设区，改称盐都区。

## 行政区划
盐都区下辖5个街道办事处、8个镇：
张庄街道、盐龙街道、潘黄街道、盐渎街道、新都街道、大纵湖镇、楼王镇、学富镇、尚庄镇、秦南镇、龙冈镇、郭猛镇和大冈镇。

## 人口
根据第七次全国人口普查结果，盐都区常住人口为832584人，男性人口50.48人，女性人口49.52人，年龄结构中0-14岁占比16%，15-59岁占比61.18%，60岁以上占比22.81%，65岁以上占比17.15%。

## 经济
2009年，盐都区实现地区生产总值211.72亿元，财政总收入30.5亿元，其中一般预算收入15.67亿元，社会消费品零售总额52.1亿元，城镇居民人均可支配收入17664元，农民人均纯收入8340元，各项指标增长幅度均居苏北地区前列。
纺织服装、机械、建材、食品等为盐都区的传统支柱产业。新兴工业后来居上，风电装备产业和电子信息产业异军突起。盐都区的中联电气公司成功在深交所A股中小板上市，开盐城本土民营企业上市之先河。

## 旅游
- 大纵湖旅游度假区 国家AAAA级景区